# Повесть о любви и тьме (фильм)
«Повесть о любви и тьме» (англ. A Tale of Love and Darkness) — израильский фильм 2015 года, полнометражный дебют Натали Портман в качестве режиссёра и сценариста. Фильм основан на одноимённом автобиографическом романе израильского писателя и журналиста Амоса Оза, опубликованном в 2002 году.
Премьера состоялась в рамках 68-го Каннского международного кинофестиваля. Российская премьера фильма состоялась 14 июня 2016 года в рамках Открытия 2-го Московского Еврейского Кинофестиваля.

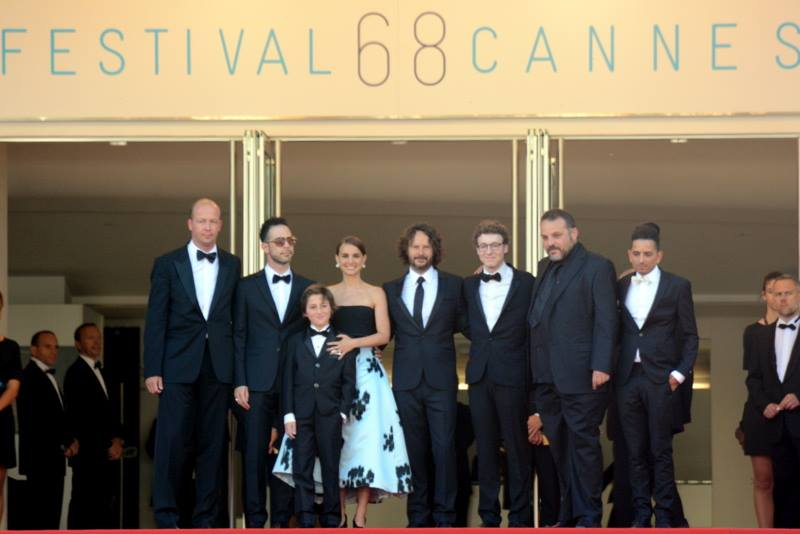
На премьере фильма в Каннах

## Сюжет
В фильме показаны отношения Фани, матери писателя, с мужем и сыном; прослеживается жизнь семьи писателя и судьба государства Израиль на протяжении многих десятилетий. История семьи, переплетенная с историей народа.

## В ролях
| Актёр          | Роль                         |
| -------------- | ---------------------------- |
| Натали Портман | Фаня Клаузнер (Мусман)       |
| Джилад Кахана  | Арье Клаузнер                |
| Амир Теслер    | Амос Клаузнер (Оз)           |
| Охад Кнолер    | Исраель Зархи                |
| Макрам Хури    | Халавани                     |
| Шира Хаас      | Фаня в детстве               |
| Нета Рискин    | Хая                          |
| Ализа Бен-Моха | певица в магазине            |
| Томер Капон    | мужчина из воспоминаний Фани |
| Дина Дорон     | бабушка Клаузнер             |

## Восприятие
Фильм получил неоднозначные отзывы: 71 % из 58 кинокритиков на сайте Rotten Tomatoes дали ему положительную оценку. Тем не менее, критический консенсус сайта отмечает, что масштаб выбранного Портман материала для своего дебюта несколько превышает её творческие способности в качестве режиссёра и сценариста. Критический агрегатор веб-сайта Metacritic присвоил фильму 55 баллов, что указывает на «смешанные или средние отзывы».
Американский кинокритик Энтони Скотт в целом положительно оценил работу Портман, назвав её «добросовестной адаптацией трудной книги». Сьюзэн Вложина c сайта RogerEbert.com дала фильму 2,5 звезды из 5. Автор портала Cinemaholics  Катя Карслиди осталась невысокого мнения о картине, резюмируя: «Единственный плюс картины — работа Портман как актрисы. В этой области у Натали проблем никаких с детства не было, но, увы, одним только сносным перформансом сыт не будешь».